# Elio Angelini
Pour les articles homonymes, voir Elio (homonymie) et Angelini.
Elio Angelini (né le 27 septembre 1926 à Ravenne en Émilie-Romagne et mort en 1999 est un joueur de football italien, qui jouait au poste de gardien de but.

## Biographie
Entre 1945 et 1950, Angelini connaît des expériences avec Ravenna et Baracca Lugo en Serie C.
Il joue également en Serie A avec le maillot de l'Udinese, faisant ses débuts le 1er mars 1951 lors de Novare-Udinese (2-0).
Il joue en première division également avec les maillots de Legnano, Juventus (avec qui il dispute son premier match en bianconero le 11 octobre 1953 lors d'une victoire 1-0 contre la Sampdoria en Serie A) et de Palerme.

## Palmarès
Juventus
- Championnat d'Italie :
  - Vice-champion : 1953-54.